# Fourth Division 1978-1979
La Fourth Division 1978-1979 è stato il 21º campionato inglese di calcio di quarta divisione. Il titolo di campione di lega è stato vinto dal Reading (al primo successo nella competizione), che è salito in Third Division insieme a Grimsby Town (2º classificato), Wimbledon FC (3º classificato) e Barnsley (4º classificato).
Capocannoniere del torneo è stato John Dungworth (Aldershot) con 26 reti.

## Stagione

### Novità
Al termine della stagione precedente insieme ai campioni di lega del Watford, salirono in Third Division anche: il Southend United (2º classificato), lo Swansea City (3º classificato) ed il Brentford (4º classificato)
Queste squadre furono rimpiazzate dalla quattro retrocesse provenienti dalla categoria superiore: Port Vale (sceso in quarta divisione dopo nove anni), Bradford City, Hereford United (alla seconda retrocessione consecutiva) e Portsmouth (relegato per la prima volta nel quarto livello del calcio inglese).
L'Hartlepool United (21º classificato), lo York City (22º classificato, costretto a sottoporsi al processo elettivo dopo la retrocessione patita nella stagione precedente) ed il Rochdale (24º classificato) mantennero il loro posto nella categoria dopo il processo di rielezione, che bocciò invece la candidatura del Southport (23º classificato), costretto dopo 56 anni ad abbandonare il calcio professionistico inglese in favore del Wigan Athletic, club della Northern Premier League. Nella tabella sottostante è riportato l'esito della votazione per l'ammissione al campionato.
| Club              | Lega                    | Voti                                | Verdetto     |
| ----------------- | ----------------------- | ----------------------------------- | ------------ |
| York City         | Fourth Division         | 49                                  | Rieletto     |
| Rochdale          | Fourth Division         | 39                                  | Rieletto     |
| Hartlepool United | Fourth Division         | 33                                  | Rieletto     |
| Wigan Athletic    | Northern Premier League | 26 (1º scrutinio) 29 (2º scrutinio) | Eletto       |
| Southport         | Fourth Division         | 26 (1º scrutinio) 20 (2º scrutinio) | Non rieletto |
| Bath City         | Southern League         | 23                                  | Non eletto   |

### Formula
Le prime quattro classificate venivano promosse in Third Division, mentre le ultime quattro erano sottoposte al processo di rielezione.

## Squadre partecipanti
| Squadra           | Città                    | Stadio            | Stagione precedente                         |
| ----------------- | ------------------------ | ----------------- | ------------------------------------------- |
| Aldershot         | Aldershot                | Recreation Ground | 5º posto in Fourth Division                 |
| Barnsley          | Barnsley                 | Oakwell           | 7º posto in Fourth Division                 |
| Bournemouth       | Bournemouth              | Dean Court        | 17º posto in Fourth Division                |
| Bradford City     | Bradford                 | Valley Parade     | 22º posto in Third Division, retrocesso     |
| Crewe Alexandra   | Crewe                    | Gresty Road       | 15º posto in Fourth Division                |
| Darlington        | Darlington               | Feethams Ground   | 19º posto in Fourth Division                |
| Doncaster Rovers  | Doncaster                | Belle Vue         | 12º posto in Fourth Division                |
| Grimsby Town      | Grimsby                  | Blundell Park     | 6º posto in Fourth Division                 |
| Halifax Town      | Halifax                  | The Shay          | 20º posto in Fourth Division                |
| Hartlepool United | Hartlepool               | Victoria Park     | 21º posto in Fourth Division, rieletto      |
| Hereford United   | Hereford                 | Edgar Street      | 23º posto in Third Division, retrocesso     |
| Huddersfield Town | Huddersfield             | Leeds Road        | 11º posto in Fourth Division                |
| Newport County    | Newport                  | Somerton Park     | 16º posto in Fourth Division                |
| Northampton Town  | Northampton              | County Ground     | 10º posto in Fourth Division                |
| Portsmouth        | Portsmouth               | Fratton Park      | 24º posto in Third Division, retrocesso     |
| Port Vale         | Stoke on Trent (Burslem) | Vale Park         | 21º posto in Third Division, retrocesso     |
| Reading           | Reading                  | Elm Park          | 8º posto in Fourth Division                 |
| Rochdale          | Rochdale                 | Spotland Stadium  | 24º posto in Fourth Division, rieletto      |
| Scunthorpe United | Scunthorpe               | Old Showground    | 14º posto in Fourth Division                |
| Stockport County  | Stockport                | Edgeley Park      | 18º posto in Fourth Division                |
| Torquay United    | Torquay                  | Plainmoor         | 9º posto in Fourth Division                 |
| Wigan Athletic    | Wigan                    | Springfield Park  | 2º posto in Northern Premier League, eletto |
| Wimbledon FC      | Londra (Wimbledon)       | Plough Lane       | 13ºposto in Fourth Division                 |
| York City         | York                     | Bootham Crescent  | 22º posto in Fourth Division, rieletto      |

## Classifica finale
|  | Pos. | Squadra           | Pt | G  | V  | N  | P  | GF | GS | DR  |
|  | ---- | ----------------- | -- | -- | -- | -- | -- | -- | -- | --- |
|  | 1    | Reading           | 65 | 46 | 26 | 13 | 7  | 76 | 35 | +41 |
|  | 2    | Grimsby Town      | 61 | 46 | 26 | 9  | 11 | 82 | 49 | +33 |
|  | 3    | Wimbledon FC      | 61 | 46 | 25 | 11 | 10 | 78 | 46 | +32 |
|  | 4    | Barnsley          | 61 | 46 | 24 | 13 | 9  | 73 | 42 | +31 |
|  | 5    | Aldershot         | 57 | 46 | 20 | 17 | 9  | 63 | 47 | +16 |
|  | 6    | Wigan             | 55 | 46 | 21 | 13 | 12 | 63 | 48 | +15 |
|  | 7    | Portsmouth        | 52 | 46 | 20 | 12 | 14 | 62 | 48 | +14 |
|  | 8    | Newport County    | 52 | 46 | 21 | 10 | 15 | 66 | 55 | +11 |
|  | 9    | Huddersfield Town | 47 | 46 | 18 | 11 | 17 | 57 | 53 | +4  |
|  | 10   | York City         | 47 | 46 | 18 | 11 | 17 | 51 | 55 | -4  |
|  | 11   | Torquay Utd       | 46 | 46 | 19 | 8  | 19 | 58 | 65 | -7  |
|  | 12   | Scunthorpe Utd    | 45 | 46 | 17 | 11 | 18 | 54 | 60 | -6  |
|  | 13   | Hartlepool Utd    | 44 | 46 | 13 | 18 | 15 | 57 | 66 | -9  |
|  | 14   | Hereford Utd      | 43 | 46 | 15 | 13 | 18 | 53 | 53 | +0  |
|  | 15   | Bradford City     | 43 | 46 | 17 | 9  | 20 | 62 | 68 | -6  |
|  | 16   | Port Vale         | 42 | 46 | 14 | 14 | 18 | 57 | 70 | -13 |
|  | 17   | Stockport County  | 40 | 46 | 14 | 12 | 20 | 58 | 60 | -2  |
|  | 18   | Bournemouth       | 39 | 46 | 14 | 11 | 21 | 47 | 48 | -1  |
|  | 19   | Northampton Town  | 39 | 46 | 15 | 9  | 22 | 64 | 76 | -12 |
|  | 20   | Rochdale          | 39 | 46 | 15 | 9  | 22 | 47 | 64 | -17 |
|  | 21   | Darlington        | 37 | 46 | 11 | 15 | 20 | 49 | 66 | -17 |
|  | 22   | Doncaster         | 37 | 46 | 13 | 11 | 22 | 50 | 73 | -23 |
|  | 23   | Halifax Town      | 26 | 46 | 9  | 8  | 29 | 39 | 72 | -33 |
|  | 24   | Crewe Alexandra   | 26 | 46 | 6  | 14 | 26 | 43 | 90 | -47 |

Legenda:
      Promosso in Third Division 1979-1980.
      Rieletto nella Football League.
Regolamento:
Due punti a vittoria, uno a pareggio, zero a sconfitta.
A parità di punti le squadre venivano classificate secondo la differenza reti.